# Elasmopus pectenicrus
Elasmopus pectenicrus är en kräftdjursart som först beskrevs av Charles Spence Bate 1862.  Elasmopus pectenicrus ingår i släktet Elasmopus och familjen Melitidae. Inga underarter finns listade i Catalogue of Life.